# Метазнання
Метазнання — поняття  інженерії знань, в найзагальнішому вигляді означає «будь-яке знання про  знання» (Лорьєр 1991. С. 437). Крім інженерії знань, використовується в різних науках (когнітологія, епістемологія, філософія, психологія), де, в залежності від контексту, зміст поняття може варіюватися. Стосовно до  експертних систем, за оцінкою Ж.-Л. Лорьєра, метазнання «є фундаментальним поняттям для систем, які не тільки використовують свою базу знань такою, яка вона є, а й вміють на її основі робити висновки, структурувати її, абстрагувати, узагальнювати, а також вирішувати, в яких випадках вона може бути корисна» (Лорьєр 1991. С. 437).
Адам Гадомський, розробник напряму інженерії знань, так званої  TOGA  (англ. Top-down Object-based Goal-oriented Approach), відзначає, що для будь-якої розумної істоти (якими можуть виступати люди, організації, товариства або автономні роботи), поняття метазнання включає в себе  правила, методи планування,  моделювання, навчання і інструменти концептуалізації, які здійснюють модифікацію знань про  предметної області. Інструменти наступного рівня — процедури,  методології і стратегії навчання, зміна характеристик предметної області є його / її індивідуальні мета-мета-знання.
Метазнання можуть бути зібрані автоматично з різнорідних даних, сприяти виявленню закономірностей в предметних областях, а також протиріч в існуючих теоріях.